# Whitesburg (Kentucky)
Whitesburg è un comune degli Stati Uniti d'America, situato nello Stato del Kentucky, nella Contea di Letcher, della quale è il capoluogo.